# 7 Television Commercials
 (mars 2023).
Si vous disposez d'ouvrages ou d'articles de référence ou si vous connaissez des sites web de qualité traitant du thème abordé ici, merci de compléter l'article en donnant les références utiles à sa vérifiabilité et en les liant à la section « Notes et références ».
7 Television Commercials est la seule compilation de clips du groupe britannique Radiohead, regroupant sept chansons issues des albums The Bends (1995) et OK Computer (1997). La première édition VHS est sortie en 1998, et fut rééditée en 2003 en DVD. Le packaging, réalisé par Stanley Donwood et Thom Yorke, s'inspire presque exclusivement d'éléments contenus dans l'artwork de l'album OK Computer. La compilation dure approximativement 34 minutes.

## Liste des clips et crédits
| Clip                              | Directeur       | Producteur       | Compagnie de production |
| --------------------------------- | --------------- | ---------------- | ----------------------- |
| Paranoid Android                  | Magnus Carlsson | Peter Gustaffson | Wegelius Animation AB   |
| Street Spirit (Fade Out)          | Jonathan Glazer | Nick Morris      | Academy Music Video Ltd |
| No Surprises                      | Grant Gee       | Phil Barnes      | Kudos (Music Video)     |
| Just                              | Jamie Thraves   | Niki Amos        | Oil Factory Inc         |
| High and Dry (version américaine) | Paul Cunningham | Myke Zykoff      | Oil Factory Inc         |
| Karma Police                      | Jonathan Glazer | Nick Morris      | Academy Music Video Ltd |
| Fake Plastic Trees                | Jake Scott      | Ellen Jacobson   | Black Dog Films (LA)    |